# Historia del penique inglés (c. 600 - 1066)
La historia del penique inglés (c. 600 - 1066) se remonta a los reinos anglosajones del siglo VII: a las pequeñas y gruesas monedas de plata conocidas por los contemporáneos como pæningas o denarii, aunque ahora los numismáticos suelen denominarlas Sceats. A mediados del siglo VIII se introdujeron en el sur de Inglaterra monedas más anchas y finas con el nombre del rey. Las monedas de este formato siguieron siendo la base de la moneda inglesa hasta el siglo XIV.

## Resumen
La historia de la acuñación de monedas  anglosajonas abarca más de cinco siglos, desde el final de la dominación romana en Gran Bretaña en el siglo V, hasta la muerte de Harold Godwinson en la Batalla de Hastings el 14 de octubre de 1066. Se puede dividir en cuatro fases básicas:
- c. 450 - c. 550: un nivel muy bajo de uso de monedas en Britain, caracterizado por la reutilización de la moneda romana, aunque a menudo en un contexto no monetario. Un pequeño número de monedas continuó siendo traído desde la Galia y otros lugares del continente.
- c. 550 - c. 680: la fase "dorada" de la moneda, que comenzó con un aumento del ritmo de importación de oro continental, principalmente en forma de tremisses. A partir del año 620 se produjeron monedas de oro inglesas de formato similar, a menudo conocidas por los numismáticos como thrymsas'. A mediados del siglo VII, la cantidad de oro en estas monedas fue disminuyendo rápidamente, de manera que hacia la década de 670 eran más o menos completamente de plata.
- c. 680 - c. 750 (867 en Northumbria): la época de las sceats' - pequeñas y gruesas monedas de plata que evolucionaron a partir de las últimas monedas de oro degradadas. Deberían denominarse más correctamente pennies o denarii, ya que en peso y finura se aproximaban a la forma que el penique inglés iba a mantener durante siglos, y las referencias contemporáneas sugieren que así es como se conocían. La mayoría de las sceattas no llevan inscripción y, por tanto, son difíciles de atribuir. En Northumbria, se siguieron acuñando monedas de este formato bajo un control real más estrecho hasta la década de 860, aunque a principios del siglo IX sólo contenían una cantidad insignificante de metal precioso.
- c. 750 - 14 de octubre de 1066: la acuñación de plata de las sceattas se agotó en Southumbria Inglaterra a mediados del siglo VIII, para ser sustituida por un modelo de moneda de plata más amplio y delgado, inspirado en el de la moneda contemporánea de la Carolingia. Estas nuevas monedas llevaban leyendas que nombraban al rey, al acuñador y (más tarde) a la ceca de origen. Con varias modificaciones en el peso (entre 1,00 g y 1,70 g) y en la ley, este formato de moneda se mantuvo como estándar durante el resto del periodo, y de hecho los peniques de plata de diseño similar siguieron siendo la base de la moneda inglesa hasta el siglo XIV. Los monederos de este tipo fueron fabricados por los reyes ingleses desde Offa en adelante, y también por los gobernantes vikingos desde finales del siglo IX.

En la fase de acuñación de oro, la moneda consistía mayoritariamente en tremisses o thrymsas de oro de entre 1,10 y 1,30 g, aunque existen algunos solidi', inspirados en las monedas  romanas. A partir de entonces, la moneda se basó más o menos en una única denominación: el penique de plata. A principios de la década de 870 se produjeron los primeros medios peniques bajo el mandato de Alfredo el Grande y Ceolwulf II de Mercia; estos se produjeron esporádicamente y en pequeña cantidad hasta la reforma de Edgar de la década de 970, después de lo cual se hizo común cortar los peniques enteros en mitades y cuartos, a menudo en el momento de la producción. Los únicos ejemplos conocidos de denominaciones de plata más grandes son dos "piezas de ofrenda" producidas en el reinado de Alfredo el Grande que pesaban el equivalente a seis peniques normales, y que se hicieron como piezas de limosna, probablemente para ser enviadas al extranjero.
Aunque el oro dejó de ser la forma predominante de moneda en el siglo VII, a partir de finales del siglo VIII se utilizaron algunas monedas de oro fino para transacciones especiales de gran valor. Estas piezas de oro solían denominarse mancus. La forma de las monedas de oro varió en los siglos VIII y IX, inspirándose en las monedas de oro romanas, bizantinas, árabes y carolingias, pero en el siglo X las monedas de oro se hacían simplemente acuñando una pieza de oro con los mismos troqueles que se utilizaban para la acuñación regular de plata. Solo se conservan ocho monedas de oro inglesas con leyendas inteligibles de entre el siglo VIII y 1066; también hay algunas monedas que pueden o no ser de origen inglés que no llevan leyenda, y ejemplares de oro extranjero contemporáneo encontrados en Inglaterra.
Es difícil determinar la naturaleza y el alcance del uso de las monedas en la Inglaterra anglosajona. Las referencias escritas a la acuñación y a la moneda son escasas, y es probable que incluso un solo penique de plata tuviera un poder adquisitivo considerable, tal vez algo del orden de 10 a 30 libras en moneda moderna. También es posible que su uso se concentrara en ciertas clases sociales, y probablemente estuviera más asociado a transacciones particulares como el pago de rentas, tributos y honorarios legales. Sin embargo, el análisis de los hallazgos individuales que han sobrevivido,  principalmente realizados desde la década de 1970 por los usuarios de Detectores de metales, muestra que las monedas se utilizaron ampliamente, especialmente en la mitad oriental de Inglaterra, tanto dentro como fuera de las ciudades; también circularon ampliamente, y con frecuencia se encuentran lejos de su ceca de origen. Se ha encontrado un número considerable de monedas inglesas en otros lugares de Europa, especialmente en Italia y Escandinavia, mientras que los diseños ingleses influyeron en las monedas emergentes de Irlanda, Dinamarca, Suecia, Noruega y Bohemia.

## Después de Roma: preludio de la moneda anglosajona
A finales del siglo IV, las Provincias romanas de Gran Bretaña todavía formaba parte de un sistema económico y monetario vibrante y bastante eficiente que se extendía por todo el mundo romano.  Las monedas de metal precioso de oro y plata se utilizaban para el pago de los impuestos, y luego se remitían para el pago al servicio militar y civil.  Las monedas de bronce se emitían de forma más ocasional y se producían principalmente para atender las necesidades del comercio en las provincias.  La acuñación -y el control de los metales preciosos en general- en todo el imperio occidental estaba bajo el control de la Comes sacrarum largitionum, con una serie de importantes  Casas de la Moneda situadas en Tréveris, Arlés, Milán, Rávena y Roma.  Londres había funcionado como ceca en la primera mitad del siglo IV, y de nuevo durante un breve período bajo Magnus Maximus, pero hacia el año 400 las entradas de moneda en Gran Bretaña procedían del continente.
Son muy numerosos los hallazgos de monedas de todo el siglo IV e incluso de los primeros años del siglo V.  Sin embargo, a principios del siglo V la situación empeoró drásticamente.  El suministro de monedas de bronce prácticamente cesó después del 402, y tanto el oro como la plata también se agotaron hacia el 410, coincidiendo con la salida de la guarnición británica con Constantino III en el 409.  Los acopios de monedas y lingotes -especialmente de plata- de este período son muy numerosos en Gran Bretaña, presumiblemente debido a los disturbios de la invasión, la guerra civil y la incertidumbre económica.  Algunos de estos acervos pueden ser muy importantes: el tesoro de Hoxne de Norfolk, descubierto en 1992, contenía más de 15 000 monedas junto con platos de plata y joyas.  
El cese del suministro de monedas recién acuñadas no provocó necesariamente un cese inmediato del uso de la moneda.  Los numismáticos y los arqueólogos llevan mucho tiempo sorprendidos por el fenómeno de la siliqua recortada desde principios del siglo V, aunque las fechas y explicaciones precisas siguen siendo difíciles de encontrar.  Es posible que el recorte se prolongara hasta mediados del siglo V, o que se limitara a los años 410 y 420, y que se llevara a cabo como medio de imposición por parte de un gobierno privado de nuevos suministros de moneda.  Según este modelo, las siliquae de un peso determinado habrían sido traídas, recortadas y finalmente reeditadas por unidad y no por peso.

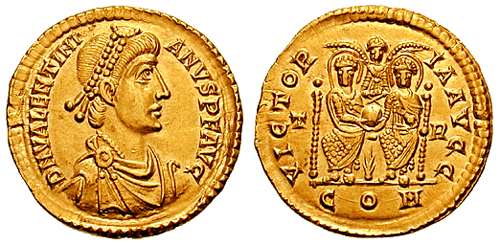
Solidus de oro de Valentiniano II, Trier, 375-92. Encontrado en la tumba anglosajona en Droxford, Hampshire.
- Anverso: Busto de Valentiniano II a la derecha. DN VALENTINIANVS IVN PF AVG.
- Reverso: dos emperadores entronizados sosteniendo un globo, con la victoria arriba y la marca de ceca abajo. VICTOR-IA AVGG TROBT.

Los últimos  siglos V y VI son muy turbios en casi todos los sentidos, y la acuñación de monedas no es una excepción.  El otrora vigoroso sistema monetario tardorromano estaba en ruinas, sin apenas acuñación y con muy poca importación de nuevas monedas.  Sin embargo, cada vez es más evidente que la acuñación de monedas nunca desapareció por completo, y que la reutilización de la oferta existente de monedas continuó durante todo el período, impulsada por los ingresos ocasionales. Algunas excavaciones arqueológicas de asentamientos  romano-británicos que persistieron en este período han producido monedas más antiguas que permanecieron en circulación, como en Wroxeter.  Las monedas de oro y bronce, en particular, se encuentran a menudo en los primeros asentamientos anglosajones y en las tumbas, en muchos casos perforadas o montadas para su uso como joyería.  De hecho, no se sabe con exactitud cuándo se perdió una moneda tardorromana y, en algunos casos, es posible que se utilizaran hasta bien entrado el periodo posromano.  En cuanto a las nuevas importaciones, el número conocido para este periodo ha aumentado considerablemente en los últimos años gracias a la difusión del detector de metales.  Los atesoramientos de este periodo son escasos, pero en los últimos años se han encontrado dos en Oxborough (2001) y Patching (1997), ambos fechados a finales del siglo V y el último incluyendo no menos de cincuenta monedas de oro y plata que datan del período hasta c. 470.  Una serie de hallazgos individuales del mismo período muestra que el flujo de monedas en la Gran Bretaña de los siglos V y VI nunca se agotó del todo, y parece que también se utilizaron algunas monedas bizantinas en el siglo VI: se han encontrado monedas de oro y especialmente de bronce en cantidades considerables, incluso en la parte occidental de Gran Bretaña, que normalmente está menos representada en los hallazgos de monedas.  Esto es en cierta medida paralelo al patrón de hallazgos de cerámica norteafricana del mismo periodo, que se encuentra ampliamente en el oeste de Gran Bretaña en yacimientos del siglo VI.  Desgraciadamente, el uso generalizado de los bronces bizantinos de este periodo como recuerdos de Oriente Medio y el Mediterráneo oriental hace que muchos hallazgos de los mismos deban ser tratados con extremo cuidado.  La importación de emisiones continentales actuales -principalmente en oro- continuó durante el siglo VI, con un número considerable de merovingios tremisses que circulaban por el sur y el este de Inglaterra incluso a finales del siglo VI.  Fue sobre la base de estas monedas que la primera producción nativa inglesa de monedas tuvo lugar a principios del siglo VII.

## Las primeras monedas de oro: las crimas
Las primeras monedas inglesas conocidas son piezas de oro, inspiradas en las monedas contemporáneas  merovingias del Pueblo franco, y que consisten en gran parte en tremisses: un tercio de un solidus de oro, que originalmente pesaba 4,5g, pero que en el contexto anglosajón aparentemente se basaba en un estándar revisado de 3,9g implementado en la Galia desde alrededor de la década de 580. Las monedas francas desempeñaron un papel cada vez más importante como moneda en Inglaterra a medida que avanzaba el siglo VI, y los primeros tremisses de oro anglosajones (a veces denominados por los numismáticos como thrymsas) se acuñaron para circular junto con estas emisiones francas: todos los cuarenta tremisses de oro encontrados en el enterramiento del "montículo uno" de Sutton Hoo (depositado hacia el año 630), por ejemplo, eran francos. Las primeras monedas acuñadas en Inglaterra pueden fecharse aproximadamente en el año 600: incluyen un tremissis de oro acuñado por un acuñador llamado Eusebius que trabajaba en Canterbury. (Dorovernia), y el Medallón de Liudhard, un medallón de oro (aunque en tejido muy parecido a una moneda) encontrado en Canterbury y que lleva el nombre de un obispo Liudhard, casi con toda seguridad el mismo obispo de ese nombre que la Historia ecclesiastica de Bede describe como llegado a Inglaterra con Bertha, la novia franca de Ethelberto de Kent.
El único tesoro sustancial de monedas inglesas de este periodo se encontró en Crondall, e incluía 69 tremisses inglesas, así como varios tremisses francos, probablemente depositados alrededor del año 630. Estos y otros hallazgos revelan una gama de tipos que rara vez nombran una ceca o una autoridad emisora, aunque un tipo escaso lleva el nombre de Londres, y otros están acuñados en nombre del rey Eadbaldo de Kent. (616-40). En cuanto al diseño, se basan en prototipos romanos y merovingios.
El uso generalizado de detectores de metales en los últimos treinta años ha incrementado sustancialmente el número de monedas conocidas de este período y de todos los períodos. A pesar de que las monedas siguen siendo relativamente raras y de que la acuñación se limitó principalmente al sureste, es probable que algunas se acuñaran en Northumbria, presumiblemente en York, y tanto las monedas de oro inglesas como las francas circularon ampliamente. Los acuerdos de acuñación son también bastante oscuros, y no se puede asumir automáticamente que se produjeran como una moneda "real": obispos, abades, magnates laicos y quizás monetarios individuales pueden haber proporcionado la fuerza motriz detrás de la acuñación. 
Aunque los primeros códigos legales anglosajones deben utilizarse con precaución para este periodo, describen una amplia gama de pagos compensatorios en scillingas y scættas desde el año 600 en adelante. Estos términos reflejan traducciones del uso legal continental, y bien pueden describir medidas de valor y/o peso más que monedas como tales, aunque es probable que los tremisses de oro producidos en la Inglaterra del siglo VII se denominaran scillingas.

## Elboomde la plata de c. 675 - c. 750: los sceattas
En el transcurso del siglo VII, el contenido de oro de los tremisses anglosajones y francos se deterioró hasta que, en la década de 660, a menudo solo tenían un 10-20% de pureza. En torno a este momento, se produjo un importante cambio de oro degradado a plata en la Frankia merovingia. Sin embargo, a los pocos años de c. 675 también se acuñaron grandes monedas de plata en el sureste de Inglaterra. Existen algunas emisiones, como las que llevan inscrito el nombre de rúnico Pada y el latín Vanimundus, tanto en oro degradado como en plata, presumiblemente durante el cambio. Las nuevas monedas de plata son similares a los tremisses posteriores en cuanto a tamaño y peso: pequeñas (normalmente de 10 a 12 mm de diámetro), gruesas y normalmente de 1 a 1,3 g. Debido a las referencias en los códigos legales mencionados anteriormente, estas nuevas piezas de plata han sido conocidas por los numismáticos como sceattas' desde el siglo XVII. La terminología contemporánea es incierta, aunque es probable que estas monedas se conocieran como peningas, al igual que sus equivalentes más amplios posteriores. Los pennies de plata de aproximadamente este peso (1-1,6g) seguirían siendo la única unidad monetaria inglesa hasta el siglo XIII, con la excepción de las raras monedas de plata medio penique y las aún más raras  monedas de oro.
Las primeras "sceattas" ("primarias") de las series A, B y C se limitaron en gran medida a Kent y al Estuario del Támesis, aunque la aparición de las "sceattas" "secundarias", probablemente hacia el año 710, introdujo una impresionante variedad de nuevos diseños y vio cómo la acuñación se extendía a muchas nuevas zonas: a mediados de la fase "secundaria" se acuñaban monedas en Kent, Anglia Oriental. Hacia el año 710 introdujo una impresionante variedad de nuevos diseños y vio cómo la acuñación se extendía a muchas zonas nuevas: a mediados de la fase "secundaria" se acuñaban monedas en Kent, el estuario del Támesis, Anglia Oriental, Mercia oriental, Northumbria y Wessex. Lamentablemente, debido a que muy pocas monedas llevan algún tipo de leyenda y a que hubo una amplia imitación y copia, es extremadamente difícil asignar fechas y lugares de acuñación a muchos de los tipos y series identificados por los estudiosos modernos. Éstas se ordenan en series de letras según el esquema de Stuart Rigold, ideado en las décadas de 1960 y 1970, y a veces por los números aplicados a los tipos en los catálogos del British Museum de la década de 1880 y ampliados posteriormente a unas 150 variedades diferentes. La cronología actual, establecida básicamente por Mark Blackburn a mediados de la década de 1980, se basa en el gran tesoro de Cimiez del sur de la Galia, que contenía sceattas de varios tipos secundarios junto a emisiones locales de gobernantes con nombre que permitieron fechar el tesoro hacia 715/20.
Sigue habiendo mucha incertidumbre sobre la organización de las sceattas y sobre qué autoridades estaban exactamente detrás de la acuñación. Algunas emisiones son tan grandes que sólo los grandes gobernantes podrían haber estado detrás de ellas, mientras que otras son tan pequeñas que bien podrían haber sido el trabajo de un monetario individual trabajando de forma independiente. Otras muestran motivos religiosos prominentes y sofisticados, lo que sugiere que podrían haber sido producidas por monasterios u obispos. Una excepción a la oscuridad general de las sceattas se da en Northumbria, donde desde una fecha muy temprana el rey y (ar)obispo de York desempeñó un papel importante en la producción de monedas: El rey Aldfrith fue el primer rey inglés nombrado en la moneda de plata en cualquier lugar, y sus sucesores mantuvieron un control relativamente fuerte sobre la acuñación de monedas después de que la producción se reanudara bajo Eadberht.
A principios del siglo VIII, la producción y la circulación de monedas alcanzaron una escala impresionante, mayor que en cualquier otro momento después del siglo IV y antes del siglo XIII. Se han encontrado unas 2500 sceattas en Inglaterra, especialmente en el este y el sur, lo que permite estudiar los detalles de su circulación y uso. Las sceattas también se producían y utilizaban en los Países Bajos y probablemente en Jutlandia. Los lugares de acuñación en los Países Bajos, como Dorestad y Domburg, suministraban una proporción significativa de la moneda que circulaba en Inglaterra en cualquier momento, y se encontraban entre los centros comerciales más importantes de Europa. Las Sceattas proporcionan una prueba inestimable del vigor con el que se realizaba el comercio a través del Mar del Norte a principios del siglo VIII.

## La introducción del penique ancho: Offa y sus contemporáneos
A mediados del siglo VIII, la producción de sceattas, al igual que la de las thrymsas anteriores, había disminuido considerablemente: las últimas monedas del periodo secundario son escasas y a menudo degradadas, y la escasez de acuñación se indica en el registro de varios yacimientos arqueológicos y de detección de metales que habían sido productivos durante el periodo anterior. El reino franco también sufría problemas similares, y hacia el 754-795 el rey Pippino III (751-68) tomó la iniciativa y reformó la acuñación de monedas francas, introduciendo un nuevo formato más fino y ancho (al menos 15 mm de diámetro) acuñado en plata mucho más fina. Es importante destacar que todas estas nuevas monedas llevaban el nombre del rey y (normalmente) el nombre de la Casa de la Moneda que las emitía. Los gobernantes ingleses siguieron su ejemplo por la misma época, y los primeros signos de reforma fuera de Northumbria (donde se siguió produciendo una moneda de plata sustancial y de relativa calidad, aunque de forma esporádica, durante el siglo VIII) se produjeron en Anglia Oriental, donde el oscuro gobernante Beonna reformó la moneda local poco después de llegar al trono en el año 749. Sus monedas llevan el nombre real y el del acuñador, y en su tejido están a medio camino entre las sceattas y los nuevos peniques francos. Inicialmente acuñadas en plata fina, las monedas de Beonna perdieron su calidad, aunque uno de sus acuñadores sobrevivió para acuñar algunas de las primeras monedas conocidas de Offa de Mercia.
Fue Offa quien introdujo el penique ancho en la Inglaterra sudoriental a una escala sustancial, e hizo que el empleo de los nombres del rey y del monetario fuera estándar al menos en tres cecas: Canterbury, Londres y algún lugar de Anglia Oriental. Sus primeras monedas llevan una versión abreviada del título real, influenciada por la de las monedas de Pippin III, y en el reverso el nombre del acuñador. Al principio de su acuñación (probablemente en los años 760 o 770) también hubo emisiones más pequeñas en Canterbury a nombre de dos reyes locales de Kentish, Heaberht (del que sólo se conserva una moneda) y Ecgberht II. La producción de monedas de plata anchas también persistió en Anglia Oriental, comenzando en el nombre de Offa, pero más tarde interrumpida por una pequeña acuñación acuñada en nombre del rey Ethelberto II de Estanglia, que fue ejecutado por Offa en el año 794: sólo tres ejemplares de su acuñación sobreviven hoy en día, probablemente producidos en la década de 780 o 90.
La acuñación de Offa representa uno de los puntos más altos del arte anglosajón y, de hecho, son probablemente las monedas más artísticas producidas en Europa en esa época: contrastan con las monedas anicónicas de la Frankia contemporánea. Los retratos se introdujeron en una fase temprana y se ejecutaron en varios estilos diferentes, lo que revela una serie de influencias artísticas de fuentes contemporáneas y romanas. Los diseños del reverso incluían intrincadas cruces de varios tipos, pero la gama de troquelados de Offa abarcaba otros diseños del reverso, como serpientes entrelazadas, anguilas y el lobo y gemelos. De forma única en la Inglaterra anglosajona, también se acuñaron monedas en Canterbury en nombre de la reina, Cynethryth, a partir de troqueles producidos por el mismo individuo de talento responsable de los mejores troqueles de retratos de Offa. Esta práctica podría haberse inspirado en los encuentros con monedas romanas a nombre de emperatrices. También es posible, aunque menos probable, que la aparición de Irene en las monedas bizantinas llevara a la reina de Offa a colocar también su imagen en las monedas. Ciertamente, Cynethryth emerge de las evidencias sobrevivientes como un individuo formidable, que regularmente fue testigo de las cartas contemporáneas inmediatamente después de su marido, fue responsable de la gestión de su casa y le sobrevivió para convertirse en una poderosa abadesa. 
Al igual que en el caso de las sceattas, existen considerables problemas para saber exactamente cómo se organizó e implementó la nueva acuñación. Es posible que los peniques del reinado de Offa sigan reflejando los vestigios de la organización de las complejas sceattas, con diseños diversos que a menudo varían de un emisor a otro. Otras autoridades ejercieron derechos de acuñación en su reinado que pueden haberse mantenido durante algún tiempo: el Obispo de Londres (Eadberht) aparece nombrado en algunas monedas, los únicos peniques acuñados en nombre de un obispo anglosajón fuera de York y Canterbury; y en Canterbury los arzobispos Heaberht (765-92) y Æthelheard (793-805) golpearon tanto de forma independiente como con Offa. Asimismo, la datación de las reformas que dieron lugar a esta nueva moneda de un penique es discutible. Parece probable que la producción comenzara más o menos al mismo tiempo en Londres, Canterbury y Anglia Oriental, quizás hacia 765-70, y el grueso de la moneda -incluida la del retrato- se produjo probablemente en los años 770 y 80. Más adelante, durante el reinado de Offa, se produjo una segunda reforma en la que se aumentó el peso, el tamaño de la cara y se introdujo un diseño común sin retrato en las tres cecas. Esta "moneda pesada" puede fecharse con exactitud, ya que no se conoce ningún ejemplar a nombre del arzobispo Iænberht, mientras que no hay monedas "ligeras", es decir, anteriores a la reforma, del arzobispo Æthelheard, lo que indica que la reforma tuvo lugar en el año 792 o 793.
Las monedas de Offa proporcionan una valiosa evidencia de una nueva dimensión de la autoridad y la acción real con respecto a la acuñación, y han recibido mucha atención de los historiadores debido a su impresionante imaginería y gama de titulación real: Offa se titula de varias maneras: REX, REX M(erciorum), REX MERCIORU(m) y probablemente REX A(nglorum).

## SigloIX
Tras la muerte de Offa en 796, los usurpadores de Kent y Anglia Oriental - Eadberto III y Eadwald - tomaron el poder y emitieron monedas a su nombre, siguiendo el diseño de la pesada acuñación de Offa. Tras una pequeña emisión en Londres basada en este mismo tipo, el nuevo gobernante merciano Coenwulf instituyó una reforma de la moneda que dio lugar al nuevo tipo tribrach. Este tipo sin retrato utilizaba un diseño de anverso inspirado en la moneda anterior de Cynethryth, y a pesar de su uso de la M central (de Merciorum) fue adoptado por Eadbearht, Eadwald e incluso por Beorhtric de Wessex, que acuñó una moneda muy rara en esta época.
En el año 798 Coenwulf había recuperado Kent y Anglia Oriental también volvió a estar bajo su poder en el siglo IX. Nombró un subgobernante para Kent, su hermano Cuthred - en cuyo nombre se acuñaron monedas en Canterbury. Es posible que Cuthred y su hermano acuñaran simultáneamente en el tipo de retrato de cruz y bordes vigente desde alrededor del año 805, pero es igualmente posible que tuvieran el control exclusivo de la ceca uno tras otro. 
Alrededor de la misma época, la acuñación arzobispal en Canterbury también cambió: el nuevo arzobispo, Wulfred, estaba muy ansioso por hacer valer sus derechos eclesiásticos, incluso a expensas del rey, e instituyó una acuñación con retrato arzobispal que no hacía ninguna referencia a Coenwulf. Esta atractiva serie se inspiró en los denarios de plata producidos por el  Papa Adriano I (772-95).
Coenwulf continuó con la acuñación de retratos durante el resto de su reinado en Canterbury, Londres, Anglia Oriental y, desde c. 810, en una nueva ceca situada en Rochester en Kent. Canterbury pasó a dominar la producción de monedas de plata, y mientras Anglia Oriental y Rochester se mantuvieron relativamente estables, los peniques de Londres se volvieron muy raros: a pesar del reciente descubrimiento de una moneda de oro de Coenwulf con la leyenda DE VICO LVNDONIAE, está claro que la ceca de Londres estaba en declive hacia el año 800.
En los años transcurridos entre la muerte de Coenwulf en el 821 y la conquista de Kent y el sureste por parte de Egberto de Wessex en el 825, la ceca de Canterbury atravesó un período turbulento que se refleja mejor en las monedas que en cualquier fuente escrita. El hermano y sucesor de Coenwulf, Ceolwulf I, fue el dueño de Kent, pero las monedas a su nombre procedentes de Canterbury son muy escasas y sólo fueron acuñadas por unos pocos de entre todos los acuñadores. No obstante, su corto reinado demuestra un gran interés por la acuñación de monedas, y se introdujeron varios tipos comunes a varias cecas: una característica que no se vio en la última parte del reinado de su predecesor. El mayor de estos nuevos tipos abarcó incluso la ceca de East Anglian, normalmente diferenciada. Rochester se volvió mucho más productiva bajo Ceolwulf, quizás para compensar la menor producción real en Canterbury. Parece que la mayor parte de la acuñación de Canterbury de los años c. 822-24 consiste en peniques "anónimos" que llevan un retrato de estilo real o arzobispal rodeado por el nombre del acuñador y el nombre de la ceca (Dorobernia civitas) en el reverso. No se hace referencia a ningún rey o arzobispo. Esta fascinante acuñación parece reflejar una época en la que los acuñadores no estaban seguros de la autoridad que debían reconocer, probablemente en torno a la deposición de Ceolwulf en 823 por Beornwulf. No se conoce ninguna moneda kentiana a su nombre, pero hay muchas a nombre de un tal Baldred, que probablemente fue otro subregente merciano de Kent, aunque es difícil saberlo con certeza por los escasos registros escritos de este periodo. Sin embargo, se sabe que cuando Egberto de Wessex y su hijo Ethelwulfo invadieron Kent en el año 825, pusieron en fuga a Baldred e impusieron su propio gobierno.
La campaña de conquista de Egberto le llevó más allá de Kent e incluso a través de Mercia hasta las fronteras de Northumbria en 829-30. Inusualmente, este dramático éxito militar se reflejó en una emisión de moneda de Londres, con Egberto llamado REX M(erciorum). Este es uno de los pocos casos en la Inglaterra anglosajona en los que parece que la moneda se utilizaba de forma propagandística: el diseño y la producción no estaban tan ligados a la política y a la actualidad como en el periodo clásico o moderno. 
Tras estas conquistas, Egberto se retiró y consolidó su posición en el sureste, dejando Mercia en manos de Wiglaf, que acuñó una moneda muy rara en Londres, ahora la única ceca disponible para los reyes de Mercia. La acuñación de Egberto de Kent siguió al principio el modelo de la de Baldred, pero fue reformada hacia 828 para introducir un nuevo tipo de monograma en el reverso, conservando un retrato del rey en el anverso. La acuñación arzobispal se interrumpió inmediatamente después de la toma de posesión de Sajonia Occidental, pero se reanudó poco antes de la muerte de Wulfred utilizando el mismo reverso de monograma que la acuñación real junto con un nombre y busto arzobispal en el anverso; un tipo que continuó bajo el sucesor de Wulfred Ceolnoth, que llegó al poder en 833.
En el siglo IX se extendió la acuñación más allá del sureste, que había dominado la producción fuera de Northumbria desde el final de los sceattas. La ceca de Sajonia Occidental, iniciada por Beorhtric, continuó funcionando a un nivel relativamente bajo bajo el mandato de Egberto, pero su funcionamiento fue muy esporádico entre su muerte y el reinado de Alfred a finales del siglo IX. En Anglia Oriental, la acuñación de monedas se hizo gradualmente más importante bajo los últimos gobernantes mercios y, a partir de c. 825, bajo una serie de gobernantes independientes: Aethelstan, Æthelweard y san Edmundo. Estos reyes emitieron principalmente peniques sin retrato que llevaban una gran A central, y otros diseños que a menudo eran particulares de cada uno de los emisores, aunque producidos por un troquel común. Cuando se adoptó por primera vez bajo Coenwulf, esta A central probablemente representaba parte de un par Alfa-Omega, pero en Anglia Oriental es más probable que significara Angli o (rex) Anglorum.

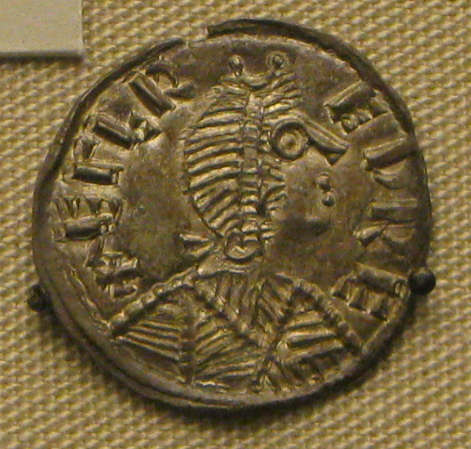
Moneda de plata de Alfredo el Grande, rey de Wessex del 871 al 899

Bajo el mandato de Ethelwulfo, la acuñación de moneda se mantuvo en auge en Canterbury y Rochester y continuó en nombre del arzobispo Ceolnoth durante todo el periodo. Se puede distinguir una sucesión de cuatro fases en estas dos cecas. En Canterbury, la primera fue una acuñación sin retrato que llevaba la leyenda REX SAXONIORVM, inspirada en la acuñación sajona occidental de Egberto; en segundo lugar, una nueva acuñación con retrato que llevaba una amplia gama de diseños de reverso.  En Rochester, el primer tipo comprendía un elemento de retrato con diversos diseños de reverso acuñados por los emisores reales, y también un elemento probablemente episcopal que no nombra a un emisor ni lleva un retrato, pero sí el título real inusualmente largo REX OCCIDENTALIVM SAXONVM. En la segunda fase cesa la acuñación episcopal y los acuñadores reales adoptan un tipo sin retrato. Las dos últimas fases de la acuñación de Ethelwulfo fueron comunes a Rochester y Canterbury, con troqueles para ambas cecas en la fase final procedentes de una fuente común en Canterbury. El tercer tipo del reinado de Ethelwulfo fue una acuñación sin retrato con la ambigua leyenda de ceca DORIBI (que podría referirse tanto a Canterbury, Dorobernia; como a Rochester, Dorobrebia) y un monograma de CANT(ia). 
La última moneda de Ethelwulfo fue un nuevo tipo de retrato de estilo muy diferente. Este tipo de cruz inscrita puede haber entrado en producción sólo después de varios años sin acuñación en Canterbury: sólo sobrevivieron dos acuñadores de allí y de Rochester de tipos anteriores, posiblemente debido a la incursión vikinga en Kent registrada en 851. Esta nueva acuñación sobrevivió hasta el reinado del hijo de Æthelwulf Ethelbaldo (no se conocen monedas auténticas de Ethelberto, que gobernó entre el 858 y el 60), bajo el cual llegó a ser muy importante: se sabe que la produjeron unos cuarenta acuñadores. Otro nuevo tipo de retrato, el efímero tipo de cruz floreada, también apareció al final de su reinado, pero hoy en día sobrevive en muy poca cantidad. Dado que el tipo de cruz inscrita se conoce en gran parte gracias a un gran tesoro descubierto en Dorking a principios del siglo XIX y se encuentra raramente en otros lugares, puede ser que la acuñación de la cruz floreada también fuera mucho más importante de lo que parece indicar su tasa de supervivencia moderna. La acuñación de la cruz inscrita se caracteriza por el inicio de una importante desvalorización, la centralización del troquelado para Canterbury y Rochester, y por un aumento masivo del número de acuñadores, de modo que se conocen casi 50 desde la época de Æthelberht. Estos cambios reflejan probablemente el inicio de una nueva y más intensa gestión real de la moneda, que se ampliaría bajo los sucesores de Æthelberht.

### Mercia
En el reinado de Behortwulf de Mercia (c. 840-52) la acuñación en Londres, la única ceca que quedaba en Mercia, comenzó de nuevo en serio, alrededor de la época de la segunda fase de acuñación de Ethelberto a mediados de la década de 840. Se acuñó una mezcla de tipos con y sin retrato. Debido a la larga inactividad de la ceca londinense, se recibió un apoyo considerable de la Rochester de Sajonia Occidental en forma de troqueles e incluso de acuñadores, y es posible que algunas monedas en nombre de Berhtwulf se produjeran realmente en Rochester. En su día se pensó que esta cooperación monetaria se reflejaba en un penique único que llevaba el nombre de Æthelwulf en una cara y el de Berhtwulf en la otra. Sin embargo, es más probable que esta moneda represente una producción no oficial sin ningún significado político particular. 
La recuperación de la acuñación merciana se puso de manifiesto con la adopción en Wessex del tipo de "lunetas" acuñadas por primera vez en Londres por el sucesor de Berhtwulf Burgred. Esta acuñación sobrevive en gran número gracias a un gran aumento de la acuñación, especialmente en la última parte del reinado de Burgred: se conocen unos veinte acuñadores para Alfred y 35-40 para Burgred. Este periodo es particularmente conocido gracias al descubrimiento de un gran número de tesoros, presumiblemente asociados a las incursiones vikingas. Esta acuñación es muy difícil de organizar o clasificar de forma significativa. Sin embargo, el tipo de lunetas se había degradado mucho a principios de la década de 870, cuando la producción estaba probablemente en su punto más alto, y a mediados de la década de 870 Alfredo ("el Grande") de Wessex inició otra reforma. Esta reforma introdujo el tipo más pesado y fino de la "cruz y el rombo", después de que en los años cercanos a la reforma se acuñaran varias emisiones experimentales muy raras e interesantes. En Londres, que se encontraba dentro del reino de Mercia, Alfredo fue reconocido inicialmente como rey de Mercia y de Wessex tras la deposición de Burgred en 873/4, e incluso se le llamó REX ANG (lorum) en uno de los dos ejemplos conocidos del tipo de penique con retrato de dos emperadores. El otro ejemplar de este fascinante tipo está a nombre de Ceolwulf II, el nuevo rey mercio instalado por los vikingos. Ceolwulf también acuñó monedas del tipo cruz y, y la primera moneda redonda inglesa conocida de medio penique pertenece a esta fase de acuñación.
Alfred inició otras reformas más adelante en su reinado. Alrededor del año 880, Londres acuñó una innovadora serie de peniques con el retrato de Alfredo y, en el reverso, un Monograma de Lundonia. Más tarde, un acuñador, Tilewine, colocó también su nombre en el reverso, pero esta moneda se acuñó en su mayor parte sin nombres de acuñadores. Sin embargo, el principal tipo acuñado en la última parte del reinado de Alfredo fue el tipo de "dos líneas" sin retrato. De nuevo, han sobrevivido algunos tipos diferentes y quizás experimentales en pequeñas cantidades. Entre ellos se encuentra una moneda con retrato -probablemente de la misma época que los peniques con monograma de Londres- con el nombre de la ceca ÆT GLEAPA ("de Gloucester"), que se había convertido en un importante centro de la Mercia "inglesa" bajo el mandato del ealdorman Æthelred; un pequeño número de peniques sin retrato de cuatro líneas con nombres de ceca en el reverso que asignan su producción a Winchester y Exeter; otra serie sin retrato probablemente acuñada en Oxford (OHSNAFORDA); y grandes "piezas de ofrenda" de plata con la inscripción ELIMOSINA ('limosna').

### Northumbria
La historia numismática de Northumbria fue muy distinta a la del sur. La acuñación de monedas nunca se extinguió tan completamente como lo hizo por debajo del Humber, y hasta casi el final de su historia la acuñación de monedas de Northumbria permaneció estrechamente vinculada al rey y al arzobispo. Sin embargo, la desvalorización se convirtió en un problema serio a finales del siglo VIII, cuando los numismáticos comenzaron a aplicar el término stycas a las monedas de Northumbria (basado en una glosa del siglo X en los Evangelios de Lindisfarne; se desconoce la terminología contemporánea). Tanto la cronología política como la numismática de este periodo son muy confusas, con muchos relatos y sugerencias que compiten entre sí. A mediados del siglo IX, la moneda de Northumbria casi no contenía plata y se producía a gran escala. 

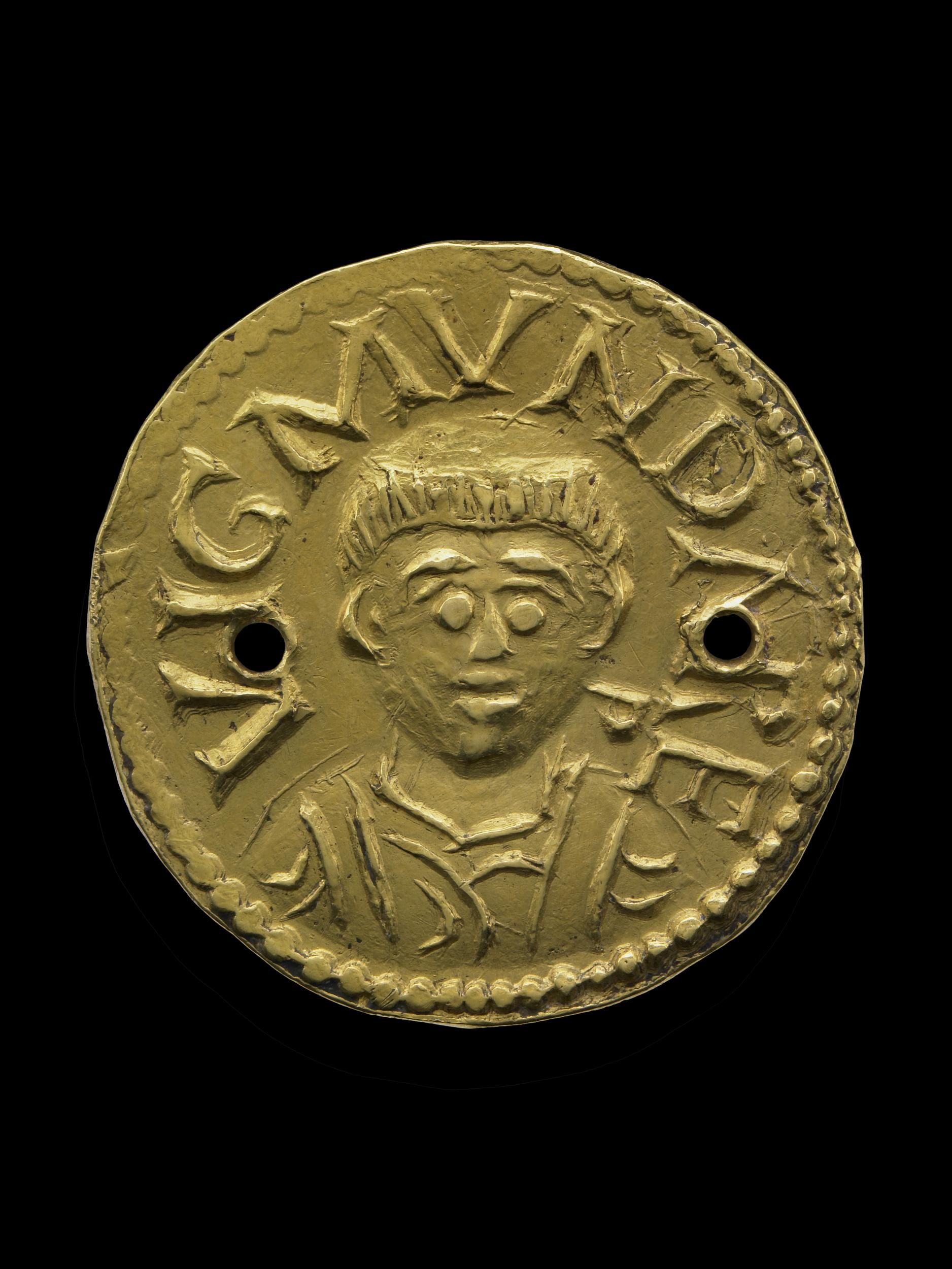
Sólidus Wigmund

Hoy en día se conocen muchas decenas de miles de monedas, y se han encontrado varios atesoramientos muy grandes, como uno del cementerio de Hexham que contenía unas 8000 stycas. Después de una fase final de considerable desorganización, las stycas fueron eliminadas por los gobernantes escandinavos que se apoderaron de Northumbria en el año 867, y sustituidas por una nueva acuñación de peniques siguiendo el modelo de acuñación del imperio carolingio y de la Inglaterra suumbriana.[cita requerida] Dos monedas excepcionales ilustran que la acuñación de Northumbria en el siglo IX puede no haber estado compuesta en su totalidad por stycas: sobrevive un  mancuso de oro a nombre del arzobispo Wigmund, modelado a partir de los solidi de oro contemporáneos de Luis el Piadoso; y un penique de plata encontrado en el tesoro de Trewhiddle de Cornualles de c. 868 a nombre de EANRED REX, con una leyenda anómala en el reverso en la que aparentemente se lee ĐES MONETA ('su moneda'(?)) seguida de una Omega. Esta última moneda aún no ha sido contextualizada de forma concluyente: su estilo sugiere una producción en torno al año 850, pero Eanred de Northumbria probablemente murió en el 840. Por lo tanto, puede ser una emisión conmemorativa póstuma de algún tipo, o un superviviente de una moneda muy rara de Southumbria en el nombre de un gobernante olvidado.
La acuñación de la styca fue estudiada ampliamente por Elizabeth Pirie, que produjo un "corpus indispensable de hallazgos conocidos" en su obra Coins of the Kingdom of Northumbria.

## Monedas vikingas

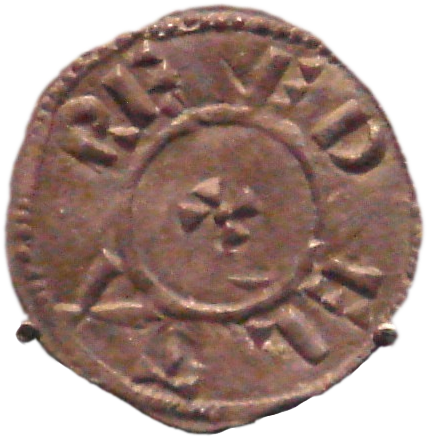
Moneda de Guthrum (Athelstan II), rey vikingo de East Anglia, 880

Los colonos vikingos en Inglaterra se encontraron con una economía de uso de monedas más sofisticada de lo que estaban acostumbrados en su país; en consecuencia, no es de extrañar que las primeras monedas que se pueden asociar con los vikingos en Inglaterra sean imitaciones de la acuñación de Alfredo, en particular los tipos «monograma de Londres» y «dos líneas». Éstas son muy numerosas hoy en día, y durante mucho tiempo causaron grandes dificultades a los numismáticos que trabajaban en la acuñación de Alfredo, que no siempre podían distinguirlas de las emisiones genuinas. Sin embargo, antes de que finalizara el siglo IX se habían iniciado nuevas acuñaciones de plata en Anglia Oriental y en York. En Anglia Oriental se acuñó una moneda a imitación de la de Alfredo a nombre de Guthrum I de Estanglia (con su nombre de bautismo Aethelstan), seguido de una gran acuñación que nombraba al mártir San Edmundo en el anverso, y que fue acuñada por al menos sesenta acuñadores (la mayoría de ellos con nombres que indicaban orígenes continentales). Esta acuñación persistió hasta la conquista de Anglia Oriental por Eduardo el Viejo en 917/18. En Northumbria, la acuñación de la styca, muy degradada, llegó a su fin y fue sustituida por una acuñación de plata fina, muy conocida gracias al enorme (c. 8.000 monedas) del tesoro de Cuerdale depositado en la primera década del siglo X.
A veces, estas monedas nombraban a los gobernantes vikingos locales (cuya identificación con las figuras de las fuentes escritas es a menudo imposible o discutible), pero, a principios del siglo X, el nombre de la ceca y el de San Pedro sustituyeron las referencias al rey y al adinerador. A partir de la década de 910, las monedas de York volvieron a nombrar al gobernante y también empezaron a mostrar una serie de interesantes elementos relacionados con la presencia escandinava en York: espadas, martillos, estandartes y un pájaro que se interpreta como cuervo o paloma. Los peniques de York de Anlaf/Olaf Guthfrithson (939-41) presentan el primer uso conocido del nórdico antiguo en el alfabeto latino en la leyenda ANLAF CVNVNGIR ('Rey Anlaf').
Aunque Northumbria y Anglia Oriental fueron los principales bastiones de la acuñación de monedas vikingas, en varias ocasiones también se produjeron en las Tierras Medias Orientales, por ejemplo, las monedas que nombran a Saint Martin en Lincoln.

## ElsigloX
La acuñación de Eduardo el Viejo continuó en cierto modo con los tipos y la organización vigentes bajo su padre Alfredo en Wessex y Mercia inglesa, pero con la expansión del control sajón occidental hacia las Tierras Medias y Anglia Oriental el sistema monetario se hizo más complejo a medida que se incorporaban nuevas regiones al reino de Eduardo. La mayor parte de las monedas no eran retratos y tenían un diseño sencillo, aunque algunas cecas de la  Mercia inglesa acuñaron una interesante serie de reversos pictóricos. Dado que los nombres de las cecas son de nuevo muy raros, las atribuciones deben hacerse en gran medida trabajando hacia atrás desde el reinado de Athelstan, cuando los nombres de las cecas se encontraban a menudo en las monedas de los tipos cruz de circunscripción y busto coronado. Estas acuñaciones, acuñadas en una treintena de cecas con nombre tras la conquista del reino de York en 927, reflejan un esfuerzo renovado por parte del rey para tener una acuñación única y controlada de forma centralizada en todo el reino: los tipos se estandarizaron, el título real se amplió del habitual REX a REX SAXONUM o incluso REX TO(tius) BRIT(anniae), como se encuentra en las cartas contemporáneas. También fue bajo el mandato de Æthelstan cuando se mencionó por primera vez la acuñación de moneda en la documentación legal: un código legal emitido por él en Grateley (probablemente alrededor de 926-30 aunque incorporando datos numismáticos de algo anterior) detalla la aceptación de una moneda única y las penas por falsificación, y pasa a enumerar una serie de lugares de acuñación y el número de acuñadores permitidos para cada uno.
Hacia el final del reinado de Athelstan y en la época de sus sucesores Edmundo, Edred, Eadwig y la primera parte del reinado de Edgar, la acuñación tuvo un carácter regionalizado, con hasta siete regiones de circulación monetaria. La estructura de este sistema es más clara en el caso del norte de Inglaterra, gracias al descubrimiento de los más numerosos acervos en esa parte del país. Las monedas normalmente se mantenían dentro de su zona de producción, y en cada región eran corrientes diferentes tipos. Sin embargo, estas regiones no eran estáticas, y muchos de los tipos "regionales" eran, para el ojo inexperto, comparativamente similares. El tipo predominante llevaba el nombre del rey en circunscripción en el anverso (normalmente en torno a una pequeña cruz), y el nombre del acuñador en dos líneas con diversos ornamentos en el reverso. En varias ocasiones se utilizó también un reverso con circunscripción, que daba lugar a una leyenda más larga; o un anverso con retrato. Por razones desconocidas, entre los años 930 y 970, Anglia Oriental favoreció los retratos reales, aunque también se utilizó esporádicamente en otros lugares. Normalmente, las cecas no se nombran, pero suele ser posible atribuir las monedas a su región de origen. Sin embargo, a pesar de la regionalización de los tipos y la circulación de las monedas, los peniques siguieron teniendo un tamaño, peso y finura relativamente estables y, lo que es más importante, siempre se acuñaron en nombre del rey de Sajonia Occidental. Incluso cuando el reino se dividió entre Eadwig y Edgar en 957, la acuñación de monedas parece haber seguido siendo competencia de Eadwig, el socio mayoritario en el gobierno, incluso en las ciudades de acuñación gobernadas por Edgar.
La última fase de esta acuñación regionalizada, acuñada en la primera década del único reinado de Edgar, produjo una serie de características inusuales. Los nombres de las cecas se hicieron más comunes, y hubo una serie de apropiaciones de la acuñación inglesa anterior, como la resurrección del monograma de Londres de Alfredo en los medios peniques y el título real de Athelstan REX TO(tius) BRIT(anniae). Este renacimiento del interés por la moneda presagiaba una reforma aún mayor al final del reinado de Edgar.

## La reforma de Edgar, c. 973 y la moneda anglosajona tardía
No se sabe con exactitud cuándo Edgar reformó la moneda: las monedas dejan claro que fue hacia el final de su reinado, y la única ayuda que proporcionan las fuentes escritas es una referencia en la crónica del siglo XIII de Roger de Wendover, que implica que la reforma pudo tener lugar en el año 973 o después. Su impacto, sin embargo, no puede ser subestimado, y constituyó la base de la moneda inglesa hasta el reinado de Enrique II. Las monedas antiguas desaparecieron de la circulación y se introdujo un único tipo estandarizado en unas cuarenta cecas del país, con el retrato real y el título en el anverso y los nombres del acuñador y de la ceca alrededor de una pequeña cruz central en el reverso. Al principio, también, todos los nuevos troqueles se distribuían desde un único centro de troquelado situado en Winchester. Esta centralización era inusual, y solo se produjo en algunos de los otros tipos que vinieron después: lo más habitual era que se utilizara el mismo tipo en todo el país, pero la producción de troqueles se delegaba en una serie de centros de troquelado regionales que distribuían los troqueles a las cecas cercanas más pequeñas. Incluso en los nueve meses de reinado de Harold II en 1066 se acuñaron monedas con un nuevo diseño en su nombre en cuarenta y ocho cecas. Alrededor de setenta lugares en Inglaterra (y en Gales bajo los normandos) estuvieron activos como cecas durante este período, variando enormemente en tamaño y productividad: la más grande fue Londres, aunque York y Lincoln siguieron siendo importantes durante todo el período, y otras cecas importantes fueron Winchester, Norwich y  Stamford. En el otro extremo de la escala se encuentran lugares que nunca fueron cecas importantes en el periodo anglosajón y que hoy en día son poco más que aldeas, castillos y ciudades de mercado, como Melton Mowbray, Milborne Port, Castle Gotha, Cadbury Castle y Dunwich. Las cecas de este tipo a menudo solo estaban activas durante períodos cortos, como una serie de cecas "de emergencia" creadas durante el reinado de Etelredo II debido a las depredaciones vikingas.
Los diseños elegidos para las monedas eran relativamente uniformes, siguiendo el patrón de los peniques reformados de Edgar: el anverso llevaba alguna forma de retrato real, así como el nombre y el título real, mientras que el reverso daba el nombre del acuñador y la ceca alrededor de alguna forma de cruz. Sin embargo, dentro de este formato había muchas variaciones. Los retratos podían estar orientados hacia cualquier lado y reflejar una amplia gama de influencias. Bajo Æthelred II, por ejemplo, un tipo se basaba en las monedas romanas de principios del siglo IV que mostraban al emperador en traje militar, con casco y armadura; otro se basaba en retratos civiles de otros emperadores del siglo IV sin ningún tipo de tocado. Bajo el reinado de Eduardo el Confesor hubo una fuerte influencia alemana en los retratos de los últimos quince años de su reinado, tal vez como resultado del empleo por parte de Eduardo de orfebres alemanes llamados Teodorico y Otón. Estos retratos muestran al rey con barba, casco y corona, y en algunos casos incluso de frente o sentado en un trono.
La existencia de los nombres de los acuñadores y de las cecas en todas y cada una de las monedas proporciona una valiosa evidencia para el estudio no sólo de la estructura de las cecas (en términos de lo productivos que eran ciertos acuñadores, o de cuántos troqueles compartían), sino también de los patrones de nomenclatura contemporáneos y -hasta cierto punto- de la composición de la población. Las cecas situadas en el antiguo Danelaw, como York y Lincoln, contaban con una preponderancia de acuñadores con nombres en escandinavo, mientras que a veces se encuentran acuñadores por todo el país con nombres continentales, o incluso con nombres más exóticos en irlandés antiguo.
Este primer tipo, normalmente conocido como Primera cruz pequeña o tipo Reforma, permaneció en la moneda durante los últimos años de Edgar, todo el corto reinado de Eduardo el Mártir e incluso hasta los primeros años de Æthelred II, que llegó al trono en 978/9. Sin embargo, a principios de su reinado entró en juego otro de los rasgos que caracterizarían el sistema monetario anglosajón tardío: el primero de los muchos cambios de tipo. Más de cincuenta cambios de este tipo se produjeron durante la existencia de la moneda reformada por Edgar, que persistió hasta la década de 1150. Dentro del reinado de Æthelred, por ejemplo, pueden verse seis de estos cambios, manifestados en la progresión de los siguientes tipos: Primera cruz pequeña; Primera mano; Segunda mano; Crux; Cruz larga; Casco; Última cruz pequeña. Después de la muerte de Canuto, bajo el cual se acuñaron otros tres tipos (Quatrefoil, Helmet y Short cross), los tipos se hacen más numerosos y los cambios presumiblemente más frecuentes: se acuñaron catorce tipos en los años entre 1035 y la Conquista normanda de 1066, probablemente con una duración de sólo dos o tres años cada uno. Es de suponer que cada cambio de tipo requería el cambio de las monedas antiguas por las nuevas, y que el rey y el acuñador se llevaban una parte del valor de las nuevas monedas o del proceso de acuñación. El peso de la moneda variaba considerablemente, incluso dentro de un mismo tipo, lo que sugiere que podría haber habido algún beneficio en la acuñación al extraer la plata de la moneda, aunque dentro del reino de Inglaterra habría sido posible imponer que todas las monedas fueran aceptadas a su valor nominal, independientemente del peso. Las evidencias de los acervos, al menos desde antes de la década de 1030, sugieren que se estipulaba la renovación de toda la moneda en cada cambio de tipo, ya que se conservan varios acervos compuestos por un solo tipo. Sin embargo, junto a ellos se encuentran los fondos de "ahorro", que contienen una mezcla de dos o más tipos, y la mezcla de tipos se hace mucho más común en los fondos posteriores a la década de 1030. Una posible explicación de este cambio en el patrón de producción y atesoramiento es que, después de la década de 1030, la norma era que sólo los pagos a la corona debían ser del tipo actual, mientras que otros tipos de moneda inglesa eran viables para otros fines.
Sobreviven muy pocas pruebas escritas que ayuden a los numismáticos e historiadores a entender cómo funcionaba realmente la moneda y su sistema de cambios de tipo. El Libro de Domesday registra que los acuñadores de algunas cecas tenían que ir a Londres para comprar nuevos troqueles por veinte chelines quando moneta vertebatur ('cuando se cambiaba la moneda'), y que algunas ciudades pagaban sumas anuales al rey por el privilegio de gestionar una ceca. En varias ciudades, los obispos y abades tenían derecho a los beneficios de uno o varios acuñadores (que normalmente eran para el rey), pero esto ya no se refleja en ningún cambio en el diseño de las monedas.
Los numismáticos han intentado a veces discernir un sistema de organización muy rígido en la moneda anglosajona tardía: uno de ellos, Michael Dolley, creía que hasta la muerte de Canuto en 1035, cada tipo duraba seis años, con algunas excepciones -como el tipo de la Última Cruz Pequeña al final del reinado de Æthelred- que duraban más en condiciones muy inusuales. Algunos rasgos parecen apoyar esta creencia, al menos para el primer periodo. Ciertos cambios de tipo parecen coincidir con acontecimientos históricos fechables: no se conservan monedas del tipo Casco de la ceca de Wilton, por ejemplo, mientras que no se conocen monedas del tipo anterior Cruz larga de la cercana Salisbury, pero los acuñadores con los mismos nombres que los de Wilton comenzaron a operar allí con el tipo Casco. La Crónica anglosajona registra que en 1003 Wilton fue saqueada por los vikingos y sus habitantes se retiraron a Salisbury, y es probable que el cambio de tipo coincidiera con este acontecimiento. Sin embargo, la reconstrucción de un marco tan fijo presenta una serie de dificultades. No todos los tipos están tan bien representados en el material superviviente, y está claro que esto no siempre es simplemente el resultado de unos pocos grandes acopios que distorsionan nuestra visión. Hay una serie de tipos muy pequeños y raros que, sin duda, nunca estuvieron destinados a convertirse en emisiones completas, aunque algunos guardan una clara relación con ellas. Entre los ejemplos del reinado de Etelredo II se encuentran el tipo Mano de la Bendición y el tipo Cruz Pequeña Intermedia, así como el famoso tipo Agnus Dei: una emisión única y fascinante en la que el retrato del rey y la cruz del reverso se sustituyen, respectivamente, por el Cordero de Dios y la Santa Paloma. El contexto exacto de la producción de esta rarísima moneda no está claro (se conservan dieciocho ejemplares, a fecha de noviembre de 2008): sólo se acuñó en cecas más pequeñas, sobre todo en las tierras medias, ya sea como una emisión principal abortada o como una moneda religiosa especial para algún propósito u ocasión específicos. Aunque la datación no está clara, puede estar asociada a la reunión de Eynsham y al Edicto Penitencial de 1009. Pero las dificultades de la teoría sexenal no se limitan a los tipos más pequeños y raros. El tipo Segunda Mano de Æthelred, por ejemplo, no era muy diferente en apariencia de su predecesor, lo que plantea la cuestión de la facilidad con la que la gente habría distinguido ésta y la antigua moneda. Y lo que es más importante, sólo sobreviven cantidades minúsculas del tipo de las cecas más septentrionales, como Lincoln y York, que, en el resto del período, fueron algunas de las más productivas del reino. Es posible que el tipo de la Segunda Mano represente una continuación del tipo de la Primera Mano, que puede haber funcionado durante más de seis años como parte de un mecanismo que sí preveía cambios de tipo, pero no necesariamente sobre una base sexenal estricta.
La moneda anglosajona tardía se conoce mejor para el período comprendido entre el 990 y el 1030 gracias al descubrimiento de muchas decenas de miles de monedas en los tesoros de Escandinavia. Las conexiones entre Inglaterra y Escandinavia eran muy estrechas en esta época, con asaltantes, comerciantes, mercenarios y, en última instancia, reyes que cruzaban regularmente el Mar del Norte. Las monedas inglesas en los tesoros escandinavos probablemente incluyen al menos algunos beneficios de las incursiones y los pagos tributarios denominados Danegeld. Los pagos a las tropas danesas empleadas por los reyes ingleses continuaron hasta 1051, cuando Eduardo el Confesor despidió al último de ellos. Los hallazgos de monedas inglesas en Escandinavia son aún más escasos después de esta época. Sin embargo, dado que también se han encontrado en Escandinavia grandes cantidades de monedas aproximadamente contemporáneas de árabe y, más tarde, de monedas alemanas, es probable que el grueso de las importaciones inglesas llegara a través del comercio y no de la acción militar.

### General
- Dolley, R. H. M., Anglo-Saxon Pennies (London, 1964)
- Grierson, P., and M. A. S. Blackburn, Medieval European Coinage, I: the Early Middle Ages (5th–10th Centuries) (Cambridge, 1986)
- Grierson, P., Numismatics (Oxford, 1975)
- Lyon, C. S. S., 'Historical Problems of Anglo-Saxon Coinage', British Numismatic Journal 36 (1967), 227–42; 37 (1968), 216–38; 38 (1969), 204–22; and 39 (1970), 193–204
- Lyon, C. S. S., 'Some Problems of Interpreting Anglo-Saxon Coinage', Anglo-Saxon England 5 (1976), 173-224
- Stewart, B. H. I. H., 'The English and Norman Mints, c. 600 – 1158', in A New History of the Royal Mint, ed. C. E. Challis (Cambridge, 1992), pp. 1–82
- Williams, G., Early Anglo-Saxon Coins (Colchester, 2008)

### Después de Roma
- Abdy, R., 'After Patching: Imported and Recycled Coinage in Fifth- and Sixth-Century Britain', in Coinage and History in the North Sea World c. 500 – 1250: Essays in Honour of Marion Archibald, ed. B. Cook and G. Williams (Leiden and Boston, 2006), pp. 75–98
- Guest, P., The Late Roman Gold and Silver Coins from the Hoxne Treasure (London, 2005)
- Kent, J. P. C., 'From Roman Britain to Anglo-Saxon England', in Anglo-Saxon Coins: Studies Presented to F. M. Stenton on the Occasion of His 80th Birthday, 17 May 1960, ed. R. H. M. Dolley (London, 1961), pp. 1–22
- King, C., 'Late Roman Silver Hoards in Britain', British Numismatic Journal 51 (1981), 5–31
- King, M. D., 'Roman Coins from Early Anglo-Saxon Contexts', in Coins and the Archaeologist, ed. J. Casey and R. Reece, 2nd ed. (London, 1988), pp. 224–9
- Moorhead, T. S. N., 'Roman Bronze Coinage in Sub-Roman and Early Anglo-Saxon England', in Coinage and History in the North Sea World c. 500 – 1250: Essays in Honour of Marion Archibald, ed. B. Cook and G. Williams (Leiden and Boston, 2006), pp. 99–109
- Reece, R., The Coinage of Roman Britain (Stroud, 2002)
- White, R. H., Roman and Celtic Objects from Anglo-Saxon Graves, BAR British Series 191 (Oxford, 1988)

### Thrymsas
- Abdy, R., and G. Williams, 'A Catalogue of Hoards and Single-Finds from the British Isles, c. AD 410 – 675', in Coinage and History in the North Sea World, c. 500 – 1250: Essays in Honour of Marion Archibald, ed. B. Cook and G. Williams (Leiden, 2006), pp. 11–73
- Grierson, P., 'La fonction sociale de la monnaie en Angleterre aux VIIe – VIIIe siècles', in Moneta e scambi nell'alto medioevo (Spoleto, 1961), pp. 341–85; repr. in his Dark Age Numismatics (London, 1979), no. XI
- Metcalf, D. M., Thrymsas and Sceattas in the Ashmolean Museum, Oxford, 3 vols. (London, 1993–4), vol. 1
- Stewart, B. H. I. H., 'Anglo-Saxon Gold Coins', in Scripta Nummaria Romana. Essays Presented to Humphrey Sutherland, ed. R. A. Carson and C. M. Kraay (London, 1978), pp. 143–72
- Sutherland, C. H. V., Anglo-Saxon Gold Coinage in the Light of the Crondall Hoard (Oxford, 1948)
- Williams, G., 'The Circulation and Function of Coinage in Conversion-Period England, c. AD 580 – 675', in Coinage and History in the North Sea World, c. 500 – 1250: Essays in Honour of Marion Archibald, ed. B. Cook and G. Williams (Leiden, 2006), pp. 145–92

### Scetas
- Abramson, T., Sceattas: an Illustrated Guide (Great Dunham, 2006)
- Gannon, A., The Iconography of Early Anglo-Saxon Coinage (Sixth–Eighth Centuries) (Oxford, 2003)
- Hill, D., and D. M. Metcalf, ed., Sceattas in England and on the Continent: the Seventh Oxford Symposium on Coinage and Monetary History (Oxford, 1984)
- Metcalf, D. M., Thrymsas and Sceattas in the Ashmolean Museum, Oxford, 3 vols. (London, 1993–4)
- Metcalf, D. M., 'Monetary Expansion and Recession: Interpreting the Distribution Patterns of Seventh- and Eighth-Century Coins', in Coins and the Archaeologist, ed. J. Casey and R. Reece, 2nd ed. (London, 1988), pp. 230–53
- Rigold, S., 'The Two Primary Series of Sceattas', British Numismatic Journal 30 (1960–1), 6–53
- Rigold, S., 'The Principal Series of English Sceattas', British Numismatic Journal 47 (1977), 21–30

### La época de Offa
- Archibald, M., 'The Coinage of Beonna in the Light of the Middle Harling Hoard', British Numismatic Journal 55 (1986), 10–54
- Archibald, M., 'A Sceat of Ethelbert I of East Anglia and Recent Finds of Coins of Beonna', British Numismatic Journal 65 (1995), 1–19
- Blunt, C. E., 'The Coinage of Offa', in Anglo-Saxon Coins: Studies Presented to F. M. Stenton on the Occasion of His 80th Birthday, 17 May 1960, ed. R. H. M. Dolley (London, 1961), pp. 39–62
- Chick, D., 'Towards a Chronology for Offa's Coinage: an Interim Study', Yorkshire Numismatist 3 (1997), 47–64
- Chick, D., ed. M. Blackburn and R. Naismith, The Coinage of Offa and His Contemporaries (London, 2007)
- Pirie, E. J. E., Coins of the Kingdom of Northumbria, c. 700 – 867, in the Yorkshire Collections (Llanfyllin, 1996)
- Stewart, B. H. I. H., 'The London Mint and the Coinage of Offa', in Anglo-Saxon Monetary History: Essays in Memory of Michael Dolley, ed. M. A. S. Blackburn (Leicester, 1986), pp. 27–43

### Siglo IX
- Blackburn, M. A. S., 'Alfred's Coinage Reforms in Context', in Alfred the Great: Papers from the Eleventh-Centenary Conferences, ed. T. Reuter (Aldershot, 2003), pp. 199–217
- Blackburn, M. A. S., and D. N. Dumville, ed., Kings, Currency and Alliances: History and Coinage in Southern England in the Ninth Century (Woodbridge, 1998)
- Blunt, C. E., 'The Coinage of Ecgbeorht, King of Wessex, 802–39', British Numismatic Journal 28 (1955–7), 467–76
- Blunt, C. E., C. S. S. Lyon and B. H. I. H. Stewart, 'The Coinage of Southern England, 796–840', British Numismatic Journal 32 (1963), 1–74
- Dolley, R. H. M., 'The Chronology of the Coins of Alfred the Great', in Anglo-Saxon Coins: Studies Presented to F. M. Stenton on the Occasion of His 80th Birthday, 17 May 1960, ed. R. H. M. Dolley (London, 1961), pp. 77–95
- Dolley, R. H. M., and K. Skaare, 'The Coinage of Æthelwulf, King of the West Saxons', in Anglo-Saxon Coins: Studies Presented to F. M. Stenton on the Occasion of His 80th Birthday, 17 May 1960, ed. R. H. M. Dolley (London, 1961), pp. 63–76
- Lyon, C. S. S., 'A Reappraisal of the Sceatta and Styca Coinage of Northumbria', British Numismatic Journal 28 (1955–7), 227–42
- Metcalf, D. M., ed., Coinage in Ninth-Century Northumbria (Oxford, 1987)
- Pagan, H. E., 'Coinage in the Age of Burgred', British Numismatic Journal 34 (1965), 11–27
- Pagan, H. E., 'Northumbrian Numismatic Chronology in the Ninth Century', British Numismatic Journal 38 (1969), 1–15
- Pagan, H. E., 'The Bolton Percy Hoard of 1967', British Numismatic Journal 43 (1973), 1–44
- Pagan, H. E., 'The Coinage of the East Anglian Kingdom from 825 to 870', British Numismatic Journal 52 (1982), 41–83
- Pagan, H. E., 'Coinage in Southern England, 796–874', in Anglo-Saxon Monetary History: Essays in Memory of Michael Dolley, ed. M. A. S. Blackburn (Leicester, 1986), pp. 45–65

### Monedas vikingas
- Blackburn, M. A. S., 'The Ashdon (Essex) Hoard and the Currency of the Southern Danelaw in the Late Ninth Century', British Numismatic Journal 59 (1989), 13–38
- Blackburn, M. A. S., 'Expansion and Control: Aspects of Anglo-Scandinavian Minting South of the Humber', in Vikings and the Danelaw: Selected Papers from the Proceedings of the Thirteenth Viking Congress, Nottingham and York, 21–30 August 1997, ed. J. Graham Campbell (Oxford, 2001), pp. 125–42
- Blackburn, M. A. S., 'The Coinage of Scandinavian York', in Aspects of Anglo-Scandinavian York, ed. R. Hall et al. (York, 2004), pp. 325–49
- Blunt, C. E., 'The St Edmund Memorial Coinage', Proceedings of the Suffolk Institute of Archaeology 31 (1969), 234–53
- Blunt, C. E., and B. H. I. H. Stewart, 'The Coinage of Regnald I of York and the Bossall Hoard', Numismatic Chronicle 143 (1983), 146–63
- Dolley, R. H. M., Viking Coins of the Danelaw and Dublin (London, 1965)
- Dolley, R. H. M., 'The Anglo-Danish and Anglo-Norse Coinages of York', in Viking-Age York and the North, ed. R. A. Hall, Council for British Archaeology Research Report 27 (London, 1978), pp. 26–31
- Grierson, P., and M. A. S. Blackburn, Medieval European Coinage, I: the Early Middle Ages (5th–10th Centuries) (Cambridge, 1986), pp. 316–25
- Lyon, C. S. S., and B. H. I. H. Stewart, 'The Northumbrian Viking Coinage in the Cuerdale Hoard', in Anglo-Saxon Coins: Studies Presented to F. M. Stenton on the Occasion of His 80th Birthday, 17 May 1960, ed. R. H. M. Dolley (London, 1961), pp. 96–121

### Siglo X
- Blunt, C. E., 'The Coinage of Æthelstan, King of England 924–39', British Numismatic Journal 42 (1974), 35–160
- Blunt, C. E., B. H. I. H. Stewart and C. S. S. Lyon, Coinage in Tenth-Century England from Edward the Elder to Edgar's Reform (London, 1989)
- Jonsson, K., 'The Pre-Reform Coinage of Edgar – the Legacy of the Anglo-Saxon Kingdoms', in Coinage and History in the North Sea World, c. 500 – 1250. Essays in Honour of Marion Archibald, ed. B. Cook and G. Williams (Leiden, 2006), pp. 325–46
- Lyon, C. S. S., 'The Coinage of Edward the Elder', in Edward the Elder, 899–924, ed. N. J. Higham and D. H. Hill (London, 2001), pp. 67–78
- Pagan, H. E., 'The Pre-Reform Coinage of Edgar', in Edgar, King of the English 959-975. New Interpretations, ed. D. Scragg (Woodbridge, 2008), pp. 192–207

### La reforma de Edgar y la moneda anglosajona tardía
- Blackburn, M. A. S., and K. Jonsson, 'The Anglo-Saxon and Anglo-Norman Element of North European Coin Finds', in Viking-Age Coinage in the Northern Lands. The Sixth Oxford Symposium on Coinage and Monetary History, ed. M. A. S. Blackburn and D. M. Metcalf (Oxford, 1981), pp. 147–255
- Brand, J. D., Periodic Change of Type in the Anglo-Saxon and Norman Periods (Rochester, 1984)
- Dolley, R. H. M., The Norman Conquest and the English Coinage (London, 1966)
- Dolley, R. H. M., 'An Introduction to the Coinage of Æthelred II', in Ethelred the Unready: Papers from the Millenary Conference, ed. D. Hill (Oxford, 1978), pp. 115–33
- Dolley, R. H. M., and D. M. Metcalf, 'The Reform of the English Coinage under Edgar', in Anglo-Saxon Coins: Studies Presented to F. M. Stenton on the Occasion of His 80th Birthday, 17 May 1960, ed. R. H. M. Dolley (London, 1961), pp. 136–68
- Freeman, A., The Moneyer and the Mint in the Reign of Edward the Confessor 1042–66, 2 vols. (Oxford, 1985)
- Hildebrand, B. E., Anglosachsiska mynt i Svenska Kongliga Myntkabinettet funna in Sveriges jord, 2nd ed. (Stockholm, 1881)
- Jonsson, K., The New Era: the Reformation of the Late Anglo-Saxon Coinage (Stockholm, 1986)
- Jonsson, K., Viking-Age Hoards and Late Anglo-Saxon Coins: a Study in Honour of Bror Emil Hildebrand's Anglosachsiska mynt (Stockholm, 1987)
- Metcalf, D. M., An Atlas of Anglo-Saxon and Norman Coin Finds, c. 973 – 1086 (London, 1998)
- Petersson, H. B. A., Anglo-Saxon Currency: King Edgar's Reform to the Norman Conquest (Lund, 1969)
- Smart, V., 'Scandinavians, Celts and Germans in Anglo-Saxon England: the Evidence of Moneyers' Names', in Anglo-Saxon Monetary History: Essays in Memory of Michael Dolley, ed. M. A. S. Blackburn (Leicester, 1986), pp. 171–84
- Stewart, B. H. I. H., 'Coinage and Recoinage after Edgar's Reform', in Studies in Late Anglo-Saxon Coinage in Memory of Bror Emil Hildebrand, ed. K. Jonsson (Stockholm, 1990), pp. 455–85